# Ouaka
Ouaka – prefektura w Republice Środkowoafrykańskiej z siedzibą w Bambari. Wchodzi w skład regionu Kagas.
Prefektura rozciąga się w środkowej części kraju i graniczy od południa z Demokratyczną Republiką Konga. Na południowym wschodzie Ouaka graniczy z prefekturą Basse-Kotto, na północnym wschodzie z prefekturą Haute-Kotto, na północy z prefekturą Bamingui-Bangoran i na zachodzie z prefekturami Nana-Grébizi i Kémo.
Powierzchnia Ouaki wynosi 49 900 km². W 1988 zamieszkiwało ją 192 811, a w 2003 roku 276 710 osób.
W skład Ouaki wchodzi 5 podprefektur (sous-préfectures) i 16 gmin (communes):
- podprefektura Bakala
  - Koudou-Bégo
- podprefektura Bambari
  - Bambari
  - Danga-Gboudou
  - Haute Baïdou
  - Ngougbia
  - Pladama-Ouaka
- podprefektura Grimari
  - Grimari
  - Kobadja
  - Lissa
  - Pouyamba
- podprefektura Kouango
  - Azéngué-Mindou
  - Cochio-Toulou
  - Kouango
- podprefektura Ippy
  - Baïdou-Ngoumbourou
  - Ippy
  - Yéngou